# John Jenner Weir
Pour les articles homonymes, voir Weir.
John Jenner Weir est un fonctionnaire britannique, ainsi qu’un entomologiste et un ornithologue amateur, né le 9 août 1822 à Lewes et mort le 23 mars 1894 à Beckenham.
Il est surtout connu aujourd’hui pour avoir été l’un des correspondants de Charles Darwin (1809-1882) et d’Alfred Russel Wallace (1823-1913) et leur avoir fourni d’importantes données. Il joue un rôle important dans la formulation de la théorie de Wallace sur une des formes les plus connues d'aposématisme : les couleurs d'avertissement. Il est aussi l’un des trois juges du premier concours de chats de Grande-Bretagne.

## Biographie
Il rejoint le service des douanes en 1839, atteignant le rang de comptable et de contrôleur-général des douanes de Londres en 1874. Il occupe cette fonction jusqu’à son départ à la retraite en 1885.
Ce naturaliste amateur s’intéresse à l’étude des insectes, des oiseaux et des végétaux. Il commence à étudier les lépidoptères sur lesquels il fait paraître sa première publication en 1845 : il y décrit la découverte à Lewer d’une mite forestière rare,. Il continue son travail de récolte principalement de micro-lépidoptères jusqu’à ce qu’un accident, en 1870, lui fasse perdre l’extrémité de son pouce gauche, ce qui le handicape pour manipuler de petits insectes. Il garde des oiseaux dans une volière dans son jardin et où il conduit des expériences sur la prédation des insectes par les oiseaux.
Weir est une figure connue et appréciée de ses collègues entomologistes britanniques. Il occupe durant quatre ans les fonctions de trésorier de la Société entomologique de Londres et, par deux fois, celles de vice-président. Peu avant sa mort, il est élu président de la South London Entomological and Natural History Society. Il est également membre de la Linnean Society of London et de la Zoological Society of London.
Il entretient une correspondance suivie avec Charles Darwin qui cite plusieurs de ses observations dans son ouvrage La Filiation de l'homme et la sélection liée au sexe et dans d’autres textes.
En 1867, dans une lettre à Darwin et où il évoque sa théorie de la coloration d’avertissement, Wallace mentionne le rôle clé joué par les observations de Weir. Celles-ci montrent que les oiseaux qu’il élève refusent de capturer et de manger un certain type de mite blanche. Wallace sollicite alors la Société entomologique de Londres pour obtenir des données complémentaires au sujet de cette hypothèse. Weir réalise, durant deux ans, des expériences sur la prédation par des oiseaux de chenilles présentant des couleurs variées. Weir est le premier à rassembler un corpus satisfaisant de données pour illustrer cette théorie.
Quelques années plus tard, Wallace écrira :
« M. Jenner Weir fut le premier à faire des expériences avec les dix espèces de petits oiseaux de sa volière, et il découvrit qu’aucune ne mangeait les chenilles à peau lisse et ostensible suivantes – Abraxas grossulariata, Diloba caeruleocephala, Anthrocera filipendula et Cucullia verbasci. Il découvrit également qu’ils ne touchaient aucune chenille velue ou épineuse, il était convaincu  que ce n’était pas les poils ou les épines qui provoquaient leur rejet mais leur goût déplaisant, parce que dans un cas une très jeune chenille d’une espèce poilue et dans un autre une pupe d’une espèce épineuse, avaient été pareillement rejetées. En revanche, toutes les chenilles brunes ou vertes, comme celles ressemblant à des brindilles, étaient dévorées avec avidité. »
Weir est l’un des trois juges du premier concours de chats, qui se déroule au Crystal Palace en 1871. Ce concours, le premier du genre dans le pays, a été organisé à l’instigation du frère de John Jenner Weir, Harrison Weir (1824-1906), qui fait également partie du jury.
Il meurt d’une attaque cardiaque quelques semaines après avoir participé à une réunion entomologique durant laquelle il avait présenté la version finale d'un article avant publication. Il souffrait d’angine de poitrine depuis plusieurs années,.